# Hysteria (음반)
| 전문가 평가                   | 전문가 평가 |
| 평가 점수                     | 평가 점수   |
| 출처                          | 점수        |
| ----------------------------- | ----------- |
| AllMusic                      | [ 4 ]       |
| Classic Rock                  | [ 5 ]       |
| Encyclopedia of Popular Music | [ 6 ]       |
| The Great Rock Discography    | 7/10        |
| The Guardian                  | [ 8 ]       |
| MusicHound                    | 3.5/5       |
| Record Mirror                 | 5/5         |
| Rolling Stone                 | [ 11 ]      |
| The Rolling Stone Album Guide | [ 12 ]      |
| Sputnikmusic                  | 5/5         |

《Hysteria》는 1987년 8월 3일, 머큐리 레코드를 통해 발매되어 2000년 1월 1일에 재발매된 영국의 하드 록 밴드 데프 레퍼드의 네 번째 스튜디오 음반이다. 이 음반은 지금까지 데프 레퍼드의 음반중 가장 많이 팔린 음반으로, 미국에서 1,200만장을 포함하여 전 세계적으로 2,500만장 이상이 팔렸고 7개의 히트 싱글을 생산했다. 이 음반은 빌보드 200과 영국 음반 차트에서 모두 1위를 차지했다.
《Hysteria》는 로버트 존 "머트" 랭이 프로듀싱했다. 이 음반의 제목은 드러머 릭 앨런에 의해 생각되었는데, 그의 1984년 자동차 사고와 그에 얽힌 전 세계 언론의 후속 보도들을 언급하였다. 비록 그가 공동 작사, 작곡한 곡들이 이 밴드의 다음 음반 《Adrenalize》에 참여할 것이지만, 이 음반은 그가 죽기 전에 기타리스트 스티브 클라크가 참여한 마지막 음반이기도 하다.
이 음반은 이 밴드의 1983년 획기적인 《Pyromania》의 후속 음반이다. 《Hysteria》의 작업은 3년 이상이 걸렸고 1984년 12월 31일, 새해 전야에 왼팔을 잃은 드러머 릭 앨런의 사고 여파 등 지연으로 시달렸다. 이 음반의 발매에 뒤이어, 데프 레퍼드는 《롤링 스톤》 잡지 수석 편집자인 데이비드 프리크가 쓴 《Animal Instinct: The Def Leppard Story》라는 제목의 책을 《Hysteria》의 3년간의 녹음 과정과 밴드가 1980년대 중반까지 견뎌낸 힘든 시기에 대해 출판했다.
지난 62분 32초 동안, 이 음반은 싱글 바이닐 레코드로 발매된 것 중 가장 긴 음반 중 하나이고, 현재까지 이 밴드에서 가장 긴 음반이다.

## 배경
1984년 2월, 《Pyromania》 투어를 완료한 직후, 밴드는 더블린에서 《Hysteria》의 작곡과 프리 프로덕션을 시작했다. 이들은 아이디어를 기록하기 위해 포스텍스 4트랙 카세트 레코더를 사용하였다. 이 시기에 〈Animal〉, 〈Gods of War〉, 〈Armageddon It〉의 초기 구상이 발전되었다. 랭은 작곡과 편곡을 돕기 위해 합류했으나, 몇 년간의 고된 일정으로 인한 탈진으로 음반 프로듀싱을 맡을 수 없다고 늦게 그룹에 통보하였다. 그 결과, 밴드는 다른 프로듀서를 찾아야 했고, 짐 스타인먼을 선택하였다.
1984년 8월 11일, 스타인먼과의 세션은 위셀로드 스튜디오에서 시작되었으며, 엔지니어는 닐 도프스먼이 맡았다. 그러나 스타인먼이 그들에게 적합한 프로듀서가 아니라는 것이 명백해졌다. 그의 기준이 랭의 기준만큼 높지 않았으며, 스타인먼의 원래 의도는 순간을 포착한 거친 사운드의 음반을 만드는 것이었지만, 밴드는 더 크고, 더 깨끗한 팝 프로덕션을 원했다. 가수 조 엘리엇은 "스타인먼은 적응하지 않았고, 우리는 타협하지 않았다"고 말하며, 1984년 10월에 스타인먼은 프로젝트에서 제외되었다. 도프스먼은 다이어 스트레이츠와 함께 《Brothers in Arms》가 된 곡에 대해 작업하기로 약속했기 때문에 음반을 끝까지 볼 수 없었고, 3개월간의 작업 끝에 나중에 "드럼과 베이스가 거의 없는 7곡을 녹음했다"고 언급했다.
스타인먼과 헤어진 후, 그들은 그 세션에서 나온 자료를 폐기하고, 랭의 엔지니어 나이절 그린과 함께 음반을 스스로 프로듀싱하려 했다. 그러나 스티브 클라크가 회상한 바와 같이, "우리는 어떤 종류의 책임자가 없었기 때문에 작업이 매우 느리게 진행되었고, 모든 것을 다섯 가지 방식으로 시도해야 했다."

## 구상
랭이 세운 이 음반의 목표는 마이클 잭슨의 《Thriller》의 하드 록 버전이 되는 것이었는데, 모든 트랙이 잠재적인 히트 싱글이라는 점에서 그러했다. 그러므로 노래는 《Pyromania》의 곧은 속편을 요구했던 헤비 메탈 팬들을 실망시키면서 이 개념을 염두에 두고 쓰여졌다. 한 곡인 〈Love Bites〉는 이미 머트 랭이 밴드의 관심을 끌었을 때 컨트리 발라드의 맥으로 쓰여졌다.
《Pyromania》는 첫 두 장의 음반에서 발견된 데프 레퍼드의 독창적인 헤비 메탈 사운드의 흔적을 담고 있는 반면, 《Hysteria》는 당시 사용할 수 있는 최신 소닉 테크놀러지(〈Rocket〉, 〈Love Bites〉, 〈Excitable〉 및 〈Gods of War〉에 가장 잘 표시됨)를 위해 그것들을 제거했다. 《Pyromania》와 마찬가지로, 모든 노래는 전체 밴드 대신에 스튜디오에 있는 모든 멤버들에 의해 따로 녹음되었다. 여러 개의 보컬 하모니는 랭의 기법으로 강화되었고, 심지어 모든 트랙에서 배경 보컬을 던지기도 했다. 기타 부분은 이제 하드 록의 더 기본적이고 진부한 리프보다 멜로디를 강조하는 데 더 초점을 맞추고 있었다. 밴드는 록 밴드 보스턴의 기타리스트 톰 숄츠가 개발한 록맨 앰프를 사용하여 음반을 녹음했다.
밴드는 보스턴의 기타리스트 톰 숄츠가 개발한 록맨 앰프를 사용하여 음반을 녹음하였다. 엔지니어 마이크 쉽리는 록맨에 대해 "형편없는 작은 박스"이며 "형편없는 소리"를 가지고 있고, "진짜 힘이 없다"고 설명했지만, 다른 앰프들이 지나치게 "크런치한" 소리를 내어 기타를 겹쳐 녹음하기에 부적합했고, 랭이 그것이 "상업적이지 않다"고 생각했기 때문에 록맨을 사용하게 되었다.

## 상업적 성과
당시 포노그램 레코드의 전무이사였던 데이비드 시몬은 이 음반이 영국에서 만들어진 음반 중 가장 비싼 음반이었을지도 모른다고 말했다. 기타리스트 필 콜린에 따르면 이 음반은 손익분기점을 맞추기 위해 최소 500만 장 이상을 판매해야 했다고 한다.
고국에서 데프 레퍼드의 인기는 지난 4년 동안 크게 높아졌고, 《Hysteria》는 발매 첫 주에 영국 차트에서 1위를 차지했다. 이 음반은 유럽의 다른 지역에서도 큰 성공을 거두었다. 그러나 미국에서는 처음에 오랜 공백으로 잃어버린 《Pyromania》의 기세를 되찾는 데 어려움을 겪었다. 리드 오프닝 트랙인 〈Women〉은 1987년 7월에 〈Animal〉 대신 미국과 캐나다의 첫 번째 싱글로 선정되었다. 당시 매니저였던 클리프 번스타인은 밴드가 40위권 안에 드는 싱글을 더 많이 발표하기 전에 하드 록 관객과 먼저 다시 연결해야 한다고 생각했다. 〈Women〉은 록 차트에서 7위로 정점을 찍으며 톱 10에 올랐지만, 예상대로 80위로 정점을 찍으며 빌보드 핫 100에 큰 영향을 미치지 못했다.

## 곡 목록
모든 곡들은 조 엘리엇, 릭 새비지, 필 콜린, 스티브 클라크 그리고 로버트 존 "머트" 랭에 의해 작사/작곡하였다.
| #  | 제목                      | 재생 시간 |
| -- | ------------------------- | --------- |
| 1. | 〈Women〉                 | 5:42      |
| 2. | 〈Rocket〉                | 6:35      |
| 3. | 〈Animal〉                | 4:04      |
| 4. | 〈Love Bites〉            | 5:47      |
| 5. | 〈Pour Some Sugar on Me〉 | 4:27      |
| 6. | 〈Armageddon It〉         | 5:22      |

| #   | 제목                    | 재생 시간 |
| --- | ----------------------- | --------- |
| 7.  | 〈Gods of War〉         | 6:37      |
| 8.  | 〈Don't Shoot Shotgun〉 | 4:27      |
| 9.  | 〈Run Riot〉            | 4:39      |
| 10. | 〈Hysteria〉            | 5:55      |
| 11. | 〈Excitable〉           | 4:19      |
| 12. | 〈Love and Affection〉  | 4:35      |

## 인증
| 국가                                                            | 인증         | 판매량/출하량 |
| --------------------------------------------------------------- | ------------ | ------------- |
| 오스트레일리아 (ARIA)                                           | 4× 플래티넘  | 280,000^      |
| 캐나다 (뮤직 캐나다)                                            | 다이아몬드   | 1,000,000^    |
| 덴마크 (IFPI Danmark)                                           | 골드         | 10,000        |
| 아일랜드 (IRMA)                                                 | 2× 플래티넘  | 30,000^       |
| 일본 (RIAJ)                                                     | 골드         | 100,000^      |
| 말레이시아                                                      | —            | 7,000         |
| 뉴질랜드 (RMNZ)                                                 | 플래티넘     | 15,000^       |
| 노르웨이 (IFPI 노르웨이)                                        | 골드         | 50,000        |
| 스웨덴 (GLF)                                                    | 골드         | 50,000^       |
| 스위스 (IFPI 스위스)                                            | 플래티넘     | 50,000^       |
| 영국 (BPI)                                                      | 2× 플래티넘  | 600,000^      |
| 미국 (RIAA)                                                     | 12× 플래티넘 | 12,000,000^   |
| ^출하량을 기반으로 한 인증 · 판매량+스트리밍을 기반으로 한 인증 |              |               |

## 같이 보기
- 가장 많이 팔린 음반 목록
- 미국에서 가장 많이 팔린 음반 목록